# Tiếng Moldova
Tiếng Moldova (limba moldovenească hoặc tiếng Romania: лимба молдовеняскэ trong Bảng chữ cái Kirin Moldova) là một trong hai tên của tiếng România tại Cộng hòa Moldova, được quy định bởi Điều 13 của hiến pháp hiện hành; tên khác, được công nhận bởi Tuyên ngôn Độc lập Moldova và Tòa án Hiến pháp, là "România".
Ở cấp chính thức, Tòa án Hiến pháp đã giải thích vào năm 2013 rằng Điều 13 của hiến pháp hiện tại được thay thế bằng Tuyên ngôn độc lập, do đó đưa ra tình trạng chính thức cho ngôn ngữ có tên là 'România'.
Ngôn ngữ của người Moldova đã được xác định trong lịch sử bằng cả hai từ. Tuy nhiên, trong những năm thống trị bởi Liên Xô, Moldova, hoặc vì nó được gọi vào thời điểm đó, "Moldavia," là thuật ngữ chỉ công nhận chính thức khi Moldova đã được biết đến như là Cộng hòa Xã hội chủ nghĩa Xô viết tự trị Moldavia của Liên Xô và Cộng hòa Xã hội chủ nghĩa Xô viết Moldavia. Chính sách của Liên Xô nhấn mạnh sự khác biệt giữa "người Moldavia" và người România do lịch sử khác nhau của họ. Nghị quyết của nó tuyên bố tiếng Moldavia là một ngôn ngữ thuộc nhóm ngôn ngữ Roman riêng biệt độc lập với România. Kể từ khi tái bản chữ cái tiếng Latinh năm 1989, Tuyên ngôn độc lập Moldova năm 1991 xác định ngôn ngữ chính thức là "România". Hiến pháp năm 1994 đã cung cấp tình trạng chính thức chỉ cho "người Moldova".
Tình trạng của ngôn ngữ chính thức được tiếp tục lập pháp vào đầu những năm 2000. Quốc hội Cộng hòa Moldova đã thông qua một đạo luật quy định "Moldova" và "România" như định danh cho cùng một ngôn ngữ (glottonyms). Trong năm 2013 Tòa án Hiến pháp Moldova phán quyết rằng cái tên "România", như được sử dụng trong Tuyên ngôn Độc lập để xác định ngôn ngữ chính thức, chiếm ưu thế so với tên "Moldova", được đưa ra trong Điều 13.
Ly khai khu vực tại Transnistria tiếp tục nhận "Moldova" là một trong những ngôn ngữ chính thức của nó, cùng với tiếng Nga và tiếng Ukraina.
Trong dân số nói chung, trong khi đa số người dân ở thủ đô Chișinău và, theo khảo sát, những người có giáo dục đại học  đặt tên ngôn ngữ của họ là "România", hầu hết người dân nông thôn chỉ định Moldovan làm ngôn ngữ mẹ đẻ của họ tại cuộc điều tra cuối cùng.
Sự đa dạng của tiếng România được nói ở Moldova là tiểu vùng Moldavian, cũng được nói ở phía đông bắc Romania. Hai nước chia sẻ cùng một tiêu chuẩn văn học.
Được viết bằng chữ cái Kirin, bắt nguồn từ bảng chữ cái tiếng Nga và được phát triển ở Liên Xô từ thập niên 1930, bảng chữ cái Kirin Moldova hiện đại khác với bảng chữ cái Kirin România được sử dụng trong Công quốc Moldavia và bởi các ngôn ngữ khác của Moldova/Wallachia trước năm 1857.
Từ Moldavia cũng được sử dụng để chỉ chung đến các phương ngữ Đông Bắc nói tiếng România, lan truyền trong lãnh thổ của cựu Công quốc Moldavia (nay đã phân chia giữa Moldova, Romania và Ukraina). Phương ngữ Moldova được coi là một trong năm giống nói tiếng România chính. Tất cả năm được viết giống hệt nhau. Không có sự phân biệt ngôn ngữ cụ thể nào tại sông Prut, biên giới giữa Romania và Moldova.
Trong các trường học ở Moldova, thuật ngữ "tiếng România" đã được sử dụng kể từ khi độc lập. Năm 2007, tổng thống Moldova Vladimir Voronin đã yêu cầu thay đổi thành "tiếng Moldova", nhưng do áp lực của công chúng chống lại sự lựa chọn đó, thuật ngữ này không thay đổi.
Bảng chữ cái chuẩn tương đương với bảng chữ cái tiếng România (dựa trên bảng chữ cái Latinh). Cho đến năm 1918, các phương ngữ của bảng chữ cái Kirin România đã được sử dụng. Bảng chữ cái Kirin Moldova được sử dụng trong các năm 1924–1932 và 1938–89, và vẫn được sử dụng trong Transnistria.